# Franz Bauer (scultore)

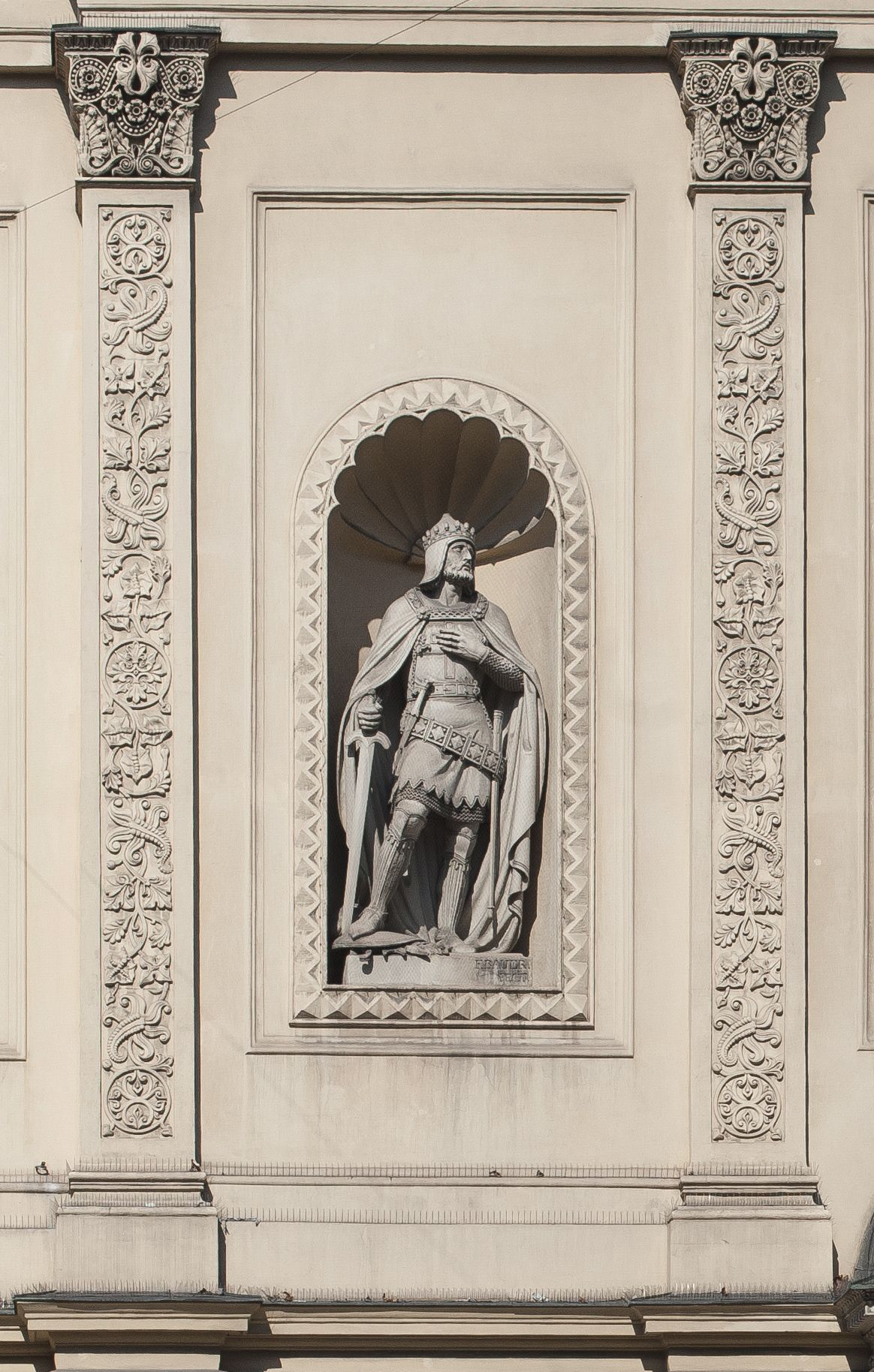
San Ferdinando, in una nicchia della chiesa di San Giovanni Nepomuceno a Leopoldstadt.

Franz Bauer (Vienna, 1798 – Vienna, 14 marzo 1872) è stato uno scultore e insegnante austriaco, esponente della tarda tradizione classica.

## Biografia
Dal 1814 Bauer studiò all'Accademia delle Belle Arti di Vienna sotto la guida di Johann Nepomuk Schaller, e dal 1815 lavorò anche nello studio di Josef Klieber. Conseguì una borsa di studio che gli permise di viaggiare a Roma, dove collaborò, tra gli altri, con Bertel Thorvaldsen. Nel 1842 tornò a Vienna e, dal 1852, insegnando all'Accademia delle Belle Arti (fino alla sua morte), e come professore presso la cosiddetta scuola preparatoria. Dal 1865 diresse la scuola generale di scultura. I suoi studenti più famosi furono Carl Kundmann, Anton Paul Wagner, Johannes Benk, Rudolf Weyr e Victor Tilgner.

## Opere
- Pietà (in marmo), Museo di storia dell'arte, di Vienna (1841-1842);
- San Ferdinando, presso la chiesa di San Giovanni Nepomuceno, di Leopoldstadt (1844);
- Figura sacra sul portale della chiesa parrocchiale di Altlerchenfelder (Vienna), intorno al 1858.